# Ж
Ж, ж (cursiva: Ж, ж; chamada jé em russo) é uma letra do alfabeto cirílico, a oitava do alfabeto russo.
Representa tipicamente a fricativa pós-alveolar sonora /ʒ/ (como em janeiro).
É a sétima letra dos alfabetos búlgaro e bielorrusso, oitava dos alfabetos macedônico e russo, e a nona do alfabeto ucraniano. Também é encontrada na maioria das línguas não-eslavas que usam a escrita em cirílico, representando /ʒ/ ou /dʒ/. No alfabeto cirílico arcaico, je era a sétima letra. Chamava-se живѣте (jivěte) e não tinha valor numérico.
A origem de sua forma é incerta. Não existem letras semelhantes no alfabeto grego, latino ou qualquer outro alfabeto da época, embora exista certa similaridade com o jivěte glagolítico (Ⰶ = ). Entretanto, a origem do jivěte, assim como da maioria das letras glagolíticas, não é clara. Uma possibilidade é de que seja formada por duas letras shin (ש) sobrepostas com a de baixo invertida, pois várias letras cirílicas têm origem em letras do alfabeto hebraico.
A letra é geralmente transliterada como j (em língua portuguesa), zh (inglês), ou ž, consoante a audiência alvo. Este último é também o equivalente etimológico em quase todas as línguas eslavas grafadas no alfabeto latino; a letra polaca que representa o mesmo som que ж é tipicamente ż.

## Codificação
| Codificação  | Caixa | Decimal | Hexa | Octal  | Binário          |
| ------------ | ----- | ------- | ---- | ------ | ---------------- |
| Unicode      | Alta  | 1046    | 0416 | 002026 | 0000010000010110 |
| Unicode      | Baixa | 1078    | 0436 | 002066 | 0000010000110110 |
| ISO 8859-5   | Alta  | 182     | b6   | 266    | 0010110110       |
| ISO 8859-5   | Baixa | 214     | d6   | 326    | 0011010110       |
| KOI 8        | Alta  | 246     | f6   | 366    | 0011110110       |
| KOI 8        | Baixa | 214     | d6   | 326    | 0011010110       |
| Windows 1251 | Alta  | 198     | c6   | 306    | 0011000110       |
| Windows 1251 | Baixa | 230     | e6   | 346    | 0011100110       |

A codificação HTML é:
- &#1046; ou &#x416; para caixa alta; e
- &#1078; ou &#x436; para caixa baixa.